# Alt Schuss
Alt Schuss ist eine Musikgruppe aus der Karnevalshochburg Düsseldorf.

## Geschichte
Nach der Gründung im Jahr 2003 spielt die Gruppe seit nunmehr 20 Jahren im rheinischen Karneval eine Rolle. Bereits in ihrer ersten Session 2003/2004 landeten sie mit dem Lied „Die Sterne funkele“ den ersten und bisher bekanntesten Hit. So tritt sie seitdem kontinuierlich in der ARD-Fernsehsitzung „Düsseldorf Helau“ sowie in der WDR-Ausstrahlung „Alles unter eine Kappe“ mit stets aktuellen Sessionsliedern auf und ist auch jährlich im Radio bei WDR 4 Jeck Duell vertreten. 2005 gewannen sie als erste Düsseldorfer Band die Närrische Hitparade und spielten im gleichen Jahr beim Weltjugendtag in der damaligen Düsseldorfer LTUarena, jetzt Merkur Spiel-Arena.
2008 änderte sich die Besetzung der Band erstmals, als sich bis auf Rainer Lieverscheidt und Nadko Dimitrov die restlichen Bandmitglieder zur neuen Band B.o.B. zusammenschlossen. Im Jahre 2010 wurde Björn Beeren nach einem Aufruf im Express als neuer, zweiter Frontmann vorgestellt. Nach der Session 2017/2018 verließ Rainer Lieverscheidt die Band und Beeren übernahm die Position des alleinigen Leadsängers.

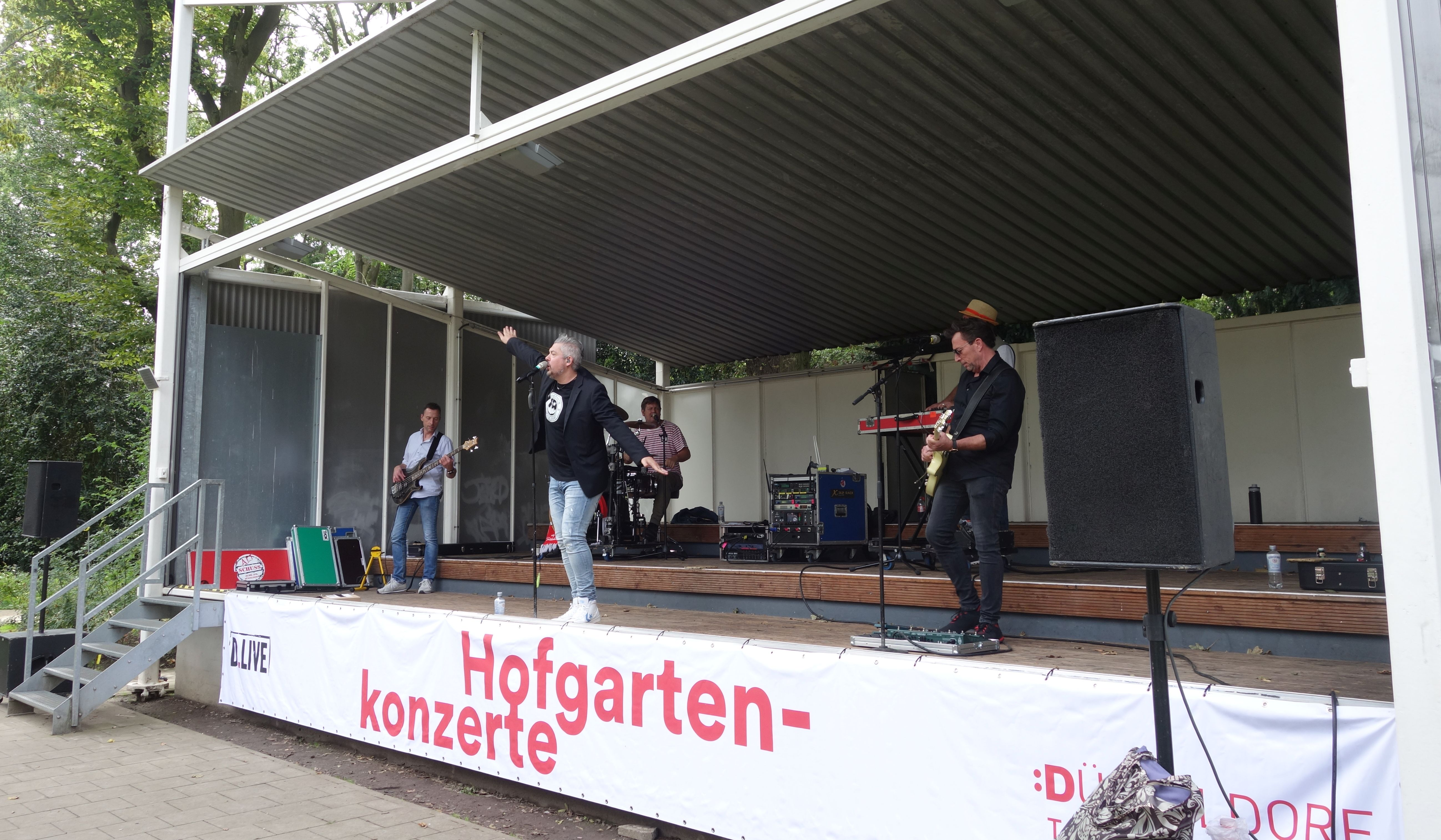
Matinee-Konzert im Düsseldorfer Hofgarten (2023)

In den Jahren 2019 und 2020 unterstützte die Band mit Hilfe von Sponsoren und eigens erstellten Pins verschiedene gemeinnützige Zwecke, wie etwa junge Dialysepatienten und die Düsseldorfer Obdachlosenhilfe.
Unterstützt (Hauptsponsor) wurde die Band zunächst von den beiden Düsseldorfer Altbier-Brauereien Füchschen Alt (bis 2013) und Frankenheim (bis 31. Oktober 2019) sowie weiteren ortsansässigen, mittelständischen Unternehmen.
Im Herbst 2023 rief die Band via Express (deutsche Zeitung) zum zweiten Casting der Bandgeschichte auf. Über 30 Schlagzeuger;innen haben sich als Nachfolger für den zum Aschermittwoch 2024 ausscheidenden Peter „Piddi“ Hey beworben. Der Nachfolger wurde in Gunnar Gries im Dezember 2023 bekannt gegeben.

## Diskografie

### Alben
- 2009: Jonn mer zu Dir oder jonn mer zu mir?
- 2014: Jetzt wird’s ernst ;-) 1 × 11 Jahre

### Singles
- 2004: WM In Deutschland[11]
- 2006: Für die Liebe
- 2007: Die Stars seid ihr
- 2018: Herz gegen Hass
- 2019: Durch die Nacht
- 2020: Hier sein
- 2022: 7 Tage wach
- 2023: Et is Frohsinn
- 2024: Konfetti im Blut

### Beiträge zu Kompilationen
- Düsseldorf is megajeck 2004 „Die Sterne funkele“
- Düsseldorf is megajeck 2005 „Eener för alle“
- Düsseldorf is megajeck 2006 „Mensch, Rita“
- Düsseldorf is megajeck 2008 „Lecker Bierche“
- Düsseldorf is megajeck 2009 „Die Stars seid ihr“
- Düsseldorf is megajeck 2010 „Et is noch lang nitt Schluss“
- Düsseldorf is megajeck 2011 „Lieber Frohsinn statt tot sin“
- Düsseldorf is megajeck 2012 „Ech wör su jähn am Rhing (Weit weit weg)“
- Düsseldorf is megajeck 2013 „Ech ben ech“
- Düsseldorf is megajeck 2014 „Du bist die Stadt“
- Düsseldorf is megajeck 2015 „Weil ech en Düsseldorfer ben“
- Düsseldorf is megajeck 2016 „Scharf wie Mostert (Mottolied 2016)“
- Düsseldorf is megajeck 2017 „Hast’n Du da?“
- Düsseldorf is megajeck 2019 „Herz gegen Hass“
- Düsseldorf is megajeck 2020 „Durch die Nacht“
- Düsseldorf is megajeck 2023 „7 Tage wach“
- Hoppeditz Hitz 2025 "Sowas von unsre Stadt" - Mitwirkung bei den "Düsseldorf Allstars"

## Auszeichnungen
- 2004 – Platz 13 mit „Düsseldorf“ der TOP 350 WDR-SuperWunschHitparade[12]
- 2005 – Gewinn der Närrischen Hitparade von WDR 4
- 2019 – Gewinn Närrischer Oscar Jury-Preis vom Düsseldorfer Express
- 2019 – Gewinn Närrischer Ohrwurm für „Herz gegen Hass“ von Antenne Düsseldorf